# Saggio sulla Storia Naturale del Chili
Saggio sulla Storia Naturale del Chili, (abreviado Sag. Stor. Nat. Chili) es un libro ilustrado con descripciones botánicas que fue editado en Bolonia  por el sacerdote, naturalista y cronista chileno, Juan Ignacio Molina. Se publicó una primera edición en el año  1782 con el nombre de Saggio sulla Storia Naturale del Chili del Signor Abate Giovanni Ignazio Molina. Una segunda edición se publicó en el año 1810.
Durante la vida de Molina esta obra fue traducida al alemán, español, francés e inglés. La edición en español fue publicada en dos volúmenes, titulados Compendio de la Historia Geográfica, Natural y Civil del Reyno de Chile. El primero, publicado en 1788 y correspondiente a la historia natural, fue traducido por Domingo Joseph de Arquellada Mendoza; y el segundo, publicado en 1795, correspondiente a la historia civil, fue traducido por Nicolás de la Cruz Bahamondes.